# Конокотин, Андрей Эдуардович
Андрей Эдуардович Конокотин — советский и  российский спортивный тренер и функционер. Заслуженный работник физической культуры Российской Федерации.

## Биография
С отличием окончил Государственный центральный ордена Ленина институт физической культуры (1985). Мастер спорта СССР (настольный теннис).
С 1985 по 1987 год — заместитель директора Специализированной детско-юношеской школы олимпийского резерва МГС ДСО «Спартак».
С 1987 по 2005 год — директор Специализированной детско-юношеской школы олимпийского резерва «Спартак» Московской федерации профсоюзов.
С 2001 по 2009 год — генеральный секретарь, вице-президент Федерации настольного тенниса России
С 2005 по 2010 год — главный, государственный тренер сборной команды Российской Федерации по настольному теннису.
С 2009 по 2010 год — президент Федерации настольного тенниса России.
С 2011 по 2012 год — заместитель директора Департамента государственной политики в сфере спорта высших достижений Министерства спорта, туризма и молодёжной политики Российской Федерации.
С 2012 по 2013 год — заместитель директора Департамента развития летних видов спорта и координации подготовки к чемпионату мира по футболу Министерства спорта Российской Федерации.
С 2013 по 2015 год — заместитель министра физической культуры, спорта, туризма и работы с молодежью Московской области.
С 2015 по 2016 год — статс-секретарь Олимпийского комитета России.
С 2016 по 2017 год — директор по спортивным программам Олимпийского комитета России.
С 2018 по 2022 год — директор по спорту — руководитель Главного управления по обеспечению участия в олимпийских спортивных мероприятиях Олимпийского комитета России
С 2022 по 2024 год — заместитель генерального директора Олимпийского комитета России — руководитель Главного управления по обеспечению участия в Олимпийских спортивных мероприятиях.
Руководитель олимпийской команды России на Играх XXXII Олимпиады 2020 года в г. Токио (Япония) и на XXIV Олимпийских играх 2022 года в г. Пекине (КНР).
Руководитель команды России на II Европейских играх 2019 в г. Минске.
Заместитель руководителя олимпийской команды России на XXIII Олимпийских зимних играх 2018 г. в Пхенчхане (Республика Корея).
Вице-президент Федерации настольного тенниса России.
Член правления Федерации хоккея России.

## Награды и звания
- Орден Дружбы,
- Почётное звание «Заслуженный работник физической культуры Российской Федерации»,
- Благодарность Президента Российской Федерации,
- Почётный знак «За заслуги в развитии физической культуры и спорта»,
- Почётный знак «За заслуги в развитии олимпийского движения в России»,
- Орден Дружбы Республики Южная Осетия